# Jean Meeus (ishockeyspelare)
Jean Meeus, född 3 juni 1905 i Antwerpen, var en belgisk ishockeyspelare. Han var med i det belgiska ishockeylandslaget som kom på delad femte plats i de Olympiska vinterspelen 1928 i Sankt Moritz.